# 第2回IBAF女子ワールドカップ日本代表
第2回IBAF女子ワールドカップ日本代表は、2006年7月31日から8月6日まで開かれた第2回IBAF女子ワールドカップに出場するために編成された日本代表チームである。

## 概要
前回の代表は前後する大会の日程的な問題から高校生のみで編成されたが、今回の日本代表はそのような縛りがかからず、セレクションにより選手が選ばれた。また今回の代表チームから正式に全日本野球会議の代表派遣事業と承認され、ユニフォームもアテネ五輪の男子代表のユニフォームと同じものを着用しての参加となった。

## 代表メンバー
| 位置                 | No. | 氏名       | 所属等                                                                | 年齢（選出当時） | 備考 |
| -------------------- | --- | ---------- | --------------------------------------------------------------------- | ---------------- | ---- |
| ゼネラルマネージャー |     | 村上雅則   | 野球解説者                                                            | 62歳             |      |
| 監督                 | 30  | 大倉孝一   | 元NKKコーチ                                                           | 44歳             |      |
| コーチ               | 45  | 狐塚賢浩   | 元サンワード貿易                                                      | 40歳             |      |
| コーチ               | 60  | 松本彩乃   | '00年～'04年日本代表                                                  | 31歳             |      |
| 投手                 | 1   | 太田さやか | 東京ウェルネス                                                        | 20歳             |      |
| 投手                 | 3   | 宮原臣佳   | 神村学園高                                                            | 16歳             |      |
| 投手                 | 11  | 中島梨紗   | 侍                                                                    | 19歳             |      |
| 投手                 | 17  | 小林夏希   | 花咲徳栄高                                                            | 17歳             |      |
| 投手                 | 18  | 小西美加   | 大阪ブレス                                                            | 23歳             |      |
| 捕手                 | 2   | 西朝美     | 尚美学園大学                                                          | 18歳             |      |
| 捕手                 | 22  | 高島知美   | 花咲徳栄高                                                            | 18歳             |      |
| 捕手                 | 27  | 田村知佳   | 國學院大學久我山中学高等学校、 日本体育大学、町田、サウザンリーフ市原 | 26歳             |      |
| 内野手               | 4   | 中野菜摘   | 神村学園高                                                            | 16歳             |      |
| 内野手               | 5   | 新井純子   | 尚美学園大学                                                          | 30歳             |      |
| 内野手               | 6   | 船曳未来   | 埼玉栄高                                                              | 16歳             |      |
| 内野手               | 8   | 森井和美   | オール兵庫                                                            | 39歳             |      |
| 内野手               | 14  | 太田あゆみ | 花咲徳栄高                                                            | 17歳             |      |
| 内野手               | 35  | 山崎まり   | ホーネッツレディース                                                  | 16歳             |      |
| 内野手               | 52  | 大山唯     | 狭山リトルシニア                                                      | 14歳             |      |
| 内野手               | 55  | 金由起子   | ホーネッツレディース                                                  | 28歳             |      |
| 外野手               | 7   | 長野恵利子 | 大阪ブレス                                                            | 32歳             |      |
| 外野手               | 9   | 堀田三貴   | vivianne                                                              | 30歳             |      |
| 外野手               | 33  | 船越香代   | 埼玉栄高                                                              | 17歳             |      |
| 外野手               | 44  | 志村亜貴子 | ホーネッツレディース                                                  | 23歳             |      |

※なお、船曳・山崎の両選手は大会出場登録選手からは漏れ、チームスタッフとして帯同。

## 戦績
今大会は出場7チーム総当たりリーグ戦で、順位決定戦（決勝戦）は行われない。
- 第1戦（7月31日）　日本 9-0 台湾
- 第2戦（8月1日）　日本 43-0 香港　（5回コールド）
- 第3戦（8月2日）　日本 15-0 キューバ　（5回コールド）
- 第4戦（8月3日）　日本 3-6 カナダ
- 第5戦（8月4日）　日本 11-6 オーストラリア
- 第6戦（8月6日）　日本 11-13 アメリカ

通算4勝2敗で2位（銀メダル）獲得（4勝2敗で日本、カナダ、オーストラリアが並んだが、当該チーム内の失点率により順位決定）。
- 個人表彰（日本選手のみ）
  - 首位打者　西朝美　.625
  - 本塁打王　太田あゆみ　2本
  - 最多得点　森井和美　12点
  - 最優秀守備選手　高島知美
  - ベストナイン
    - 捕手　高島知美
    - 遊撃手　太田あゆみ
    - 指名打者　西朝美